# Thermopylae (Kokoschka)
Thermopylae ist ein 1954 von Oskar Kokoschka gemaltes Triptychon. Das Bild, 225 cm × 800 cm groß, ist mit Tempera auf Leinwand gemalt. Philipp Fürchtegott Reemtsma und seine Frau Gertrud stifteten es der Universität Hamburg. Es befindet sich im Philosophenturm im Hörsaal D der Universität.

## Inhalt und Bildmotiv
Grundlage der Darstellung ist die Schlacht bei den Thermopylen.
Auf der Mitteltafel ist der Zeitpunkt kurz vor dem Untergang der Spartaner dargestellt. Am linken Rand sitzt der Seher Megistos, der den Untergang vorhersah. Unter seinem Arm sieht man den Verräter Ephialtes als Narr. Im rechten Teil sieht man den Kampf zwischen Persern und Spartanern. Über allem steht der Gott Apollon. Die linke Tafel zeigt den König der Spartaner Leonidas, wie er sich von seiner Frau verabschiedet und seine blühende Heimat verlässt. Auf der rechten Tafel sieht man die Folgen der Niederlage: die Zerstörung Athens. Die Frau mit Kette und Siegerkranz kann als die Göttin Athene identifiziert werden. Die im Hintergrund des Bildes dargestellte Seeschlacht verweist auf die Zukunft der Perser. Sie werden die Schlacht von Salamis verlieren.